# Patrick F. Baxter
Patrick F. Baxter (irisch Pádraig Baicstéar, * 1. Oktober 1891; † 3. April 1959) war ein irischer Landwirt und Politiker. 
Baxter wurde 1923 für die Farmers Party im Wahlkreis Cavan in den 4. Dáil Éireann gewählt. 1927 erfolgte seine Wiederwahl im selben Wahlkreis. Da der 5. Dáil Éireann jedoch bereits 1927 wieder aufgelöst wurde, blieb Baxter nicht lange Teachta Dála. Sein nächstes politisches Amt bekleidete er ab 1934, als er für neun Jahre in den Seanad Éireann des irischen Freistaates gewählt wurde. Dieser wurde jedoch Mai 1936 abgeschafft. 
Von 1938 bis zu seinem Tod wurde Baxter nun Senator im 2. bis 9. Seanad Éireann. Während dieser Zeit fungierte er von 1954 bis 1957 als Senatspräsident (Cathaoirleach), sowie von Mai 1957 bis zu seinem Tod als stellvertretender Senatspräsident (Leas-Chathaoirleach).